# Richard Grenville

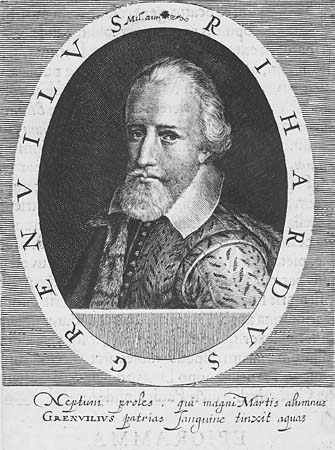
Richard Grenville, retrato en la Heroologia Anglica, Londres, 1620, inscrito: Rihardus Grenvilus Neptuni proles qui magni Martis alumnus Grenvilius patrias sanguine tinxit aquas ("Richard Grenville, un vástago de Neptuno, alimentado por Marte,... tiñó las aguas con su sangre").

Richard Grenville (15 de junio de 1542-10 de septiembre de 1591) (alias Greynvile, Greeneville, Greenfield, etc.), señor de los feudos de Stowe, Kilkhampton en Cornualles y de Bideford en Devon, era un marinero inglés que, como capitán del Revenge, murió en la batalla de Flores, posiblemente por negarse a entregar su barco a los españoles, mucho más numerosos.
Grenville también era un soldado, propietario de una flota mercante armada, corsario, colonizador y explorador. Tomó parte en los primeros intentos ingleses de establecer colonias en el Nuevo Mundo, y también participó en la lucha contra la Armada Española. Sus trabajos no militares incluyeron ser miembro del parlamento para Cornwall, alto sheriff del condado de Cork a partir de 1569-70 y sheriff de Cornwall en 1576-77. Era el abuelo de Sir Bevil Grenville (1596-1643), de cierta fama de la Guerra Civil Inglesa, cuyo hijo fue John Granville, primer conde de Bath (1628-1701).

## Vida
Venía de una famosa familia de marinos de Cornualles. De joven, llegó a matar a un hombre en una pelea callejera, lo que dejaba en evidencia su gran agresividad. También luchó contra los turcos en Hungría. 
En 1574 sugirió navegar a través del estrecho de Magallanes para dar la vuelta al mundo, pero la reina Isabel no aceptó la idea.
Se mudó a Munster, Irlanda, y se sumó a los planes de Humphrey Gilbert, que eran de poblar los lugares recién descubiertos. No se tiene conocimiento de que participara en ningún viaje hasta 1585, cuando se pone al frente de siete barcos y 300 hombres, que pusieron rumbo a Virginia. Su primo Walter Raleigh le dio esta exploración.
Grenville desembarcó en isla Roanoke, actualmente Carolina del Norte. A su vuelta del poblado recién fundado, se enfrentó con un navío español que venía desde Santo Domingo. Regresó a Virginia en 1586 y no encontró a nadie, ya que los colonos habían sido retornados por Drake en un estado lamentable. 
Entonces, a su vuelta, capturó un barco español que venía de las Azores.
Seguidamente decidió viajar hasta esas islas y saquear varios poblados. Se dice que su crueldad era extrema. En 1588 sus barcos estuvieron en la defensa de Inglaterra contra la Armada Invencible. Después del fallido intento de invasión de Felipe II, se fue con Raleigh a proteger las costas de Irlanda.
Tras ser nombrado vicealmirante, la reina Isabel lo envió a atacar a los barcos españoles de las islas Azores en 1591, pero los españoles eran más que ellos y su barco HMS Revenge, fue rodeado.
Durante la Batalla de Flores, el 9 de septiembre de 1591, una flota de cincuenta y cinco navíos, mandada por Alonso de Bazán, venció y puso en fuga a otra flota inglesa de veintidós navíos mandada por el almirante inglés Thomas Howard, I conde de Suffolk, que se encontraba emboscada en la isla de Flores para atacar y capturar a la flota de indias. En esa batalla Grenville recibió una herida mortal de arcabuz.
(Pirata muerto bueno pa mi huerto).